# Kaisheimer Hof (Heilbronn)

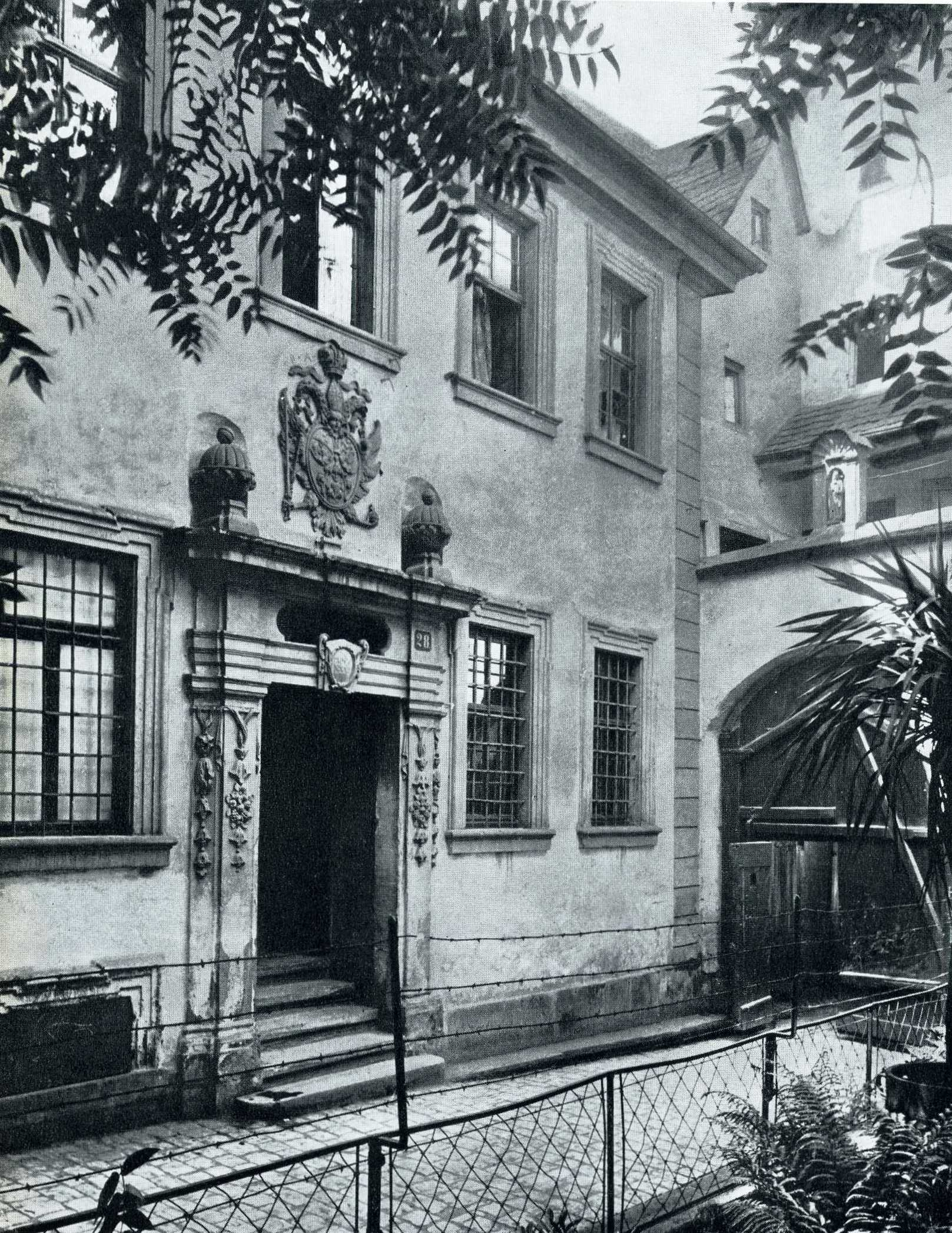
Portal des Kaisheimer Hofes in Heilbronn (1898)

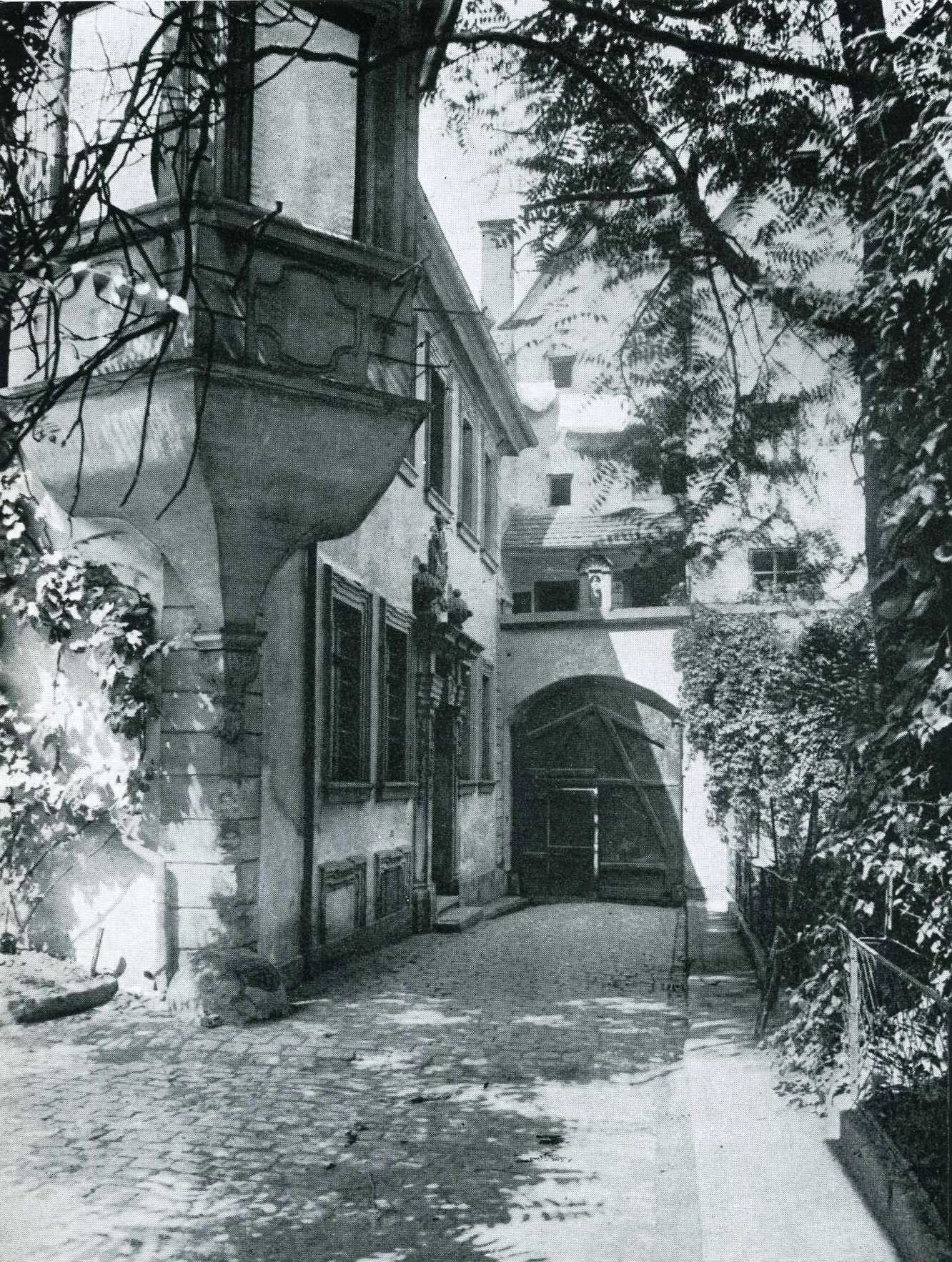
Hofbereich des Kaisheimer Hofes (1898)

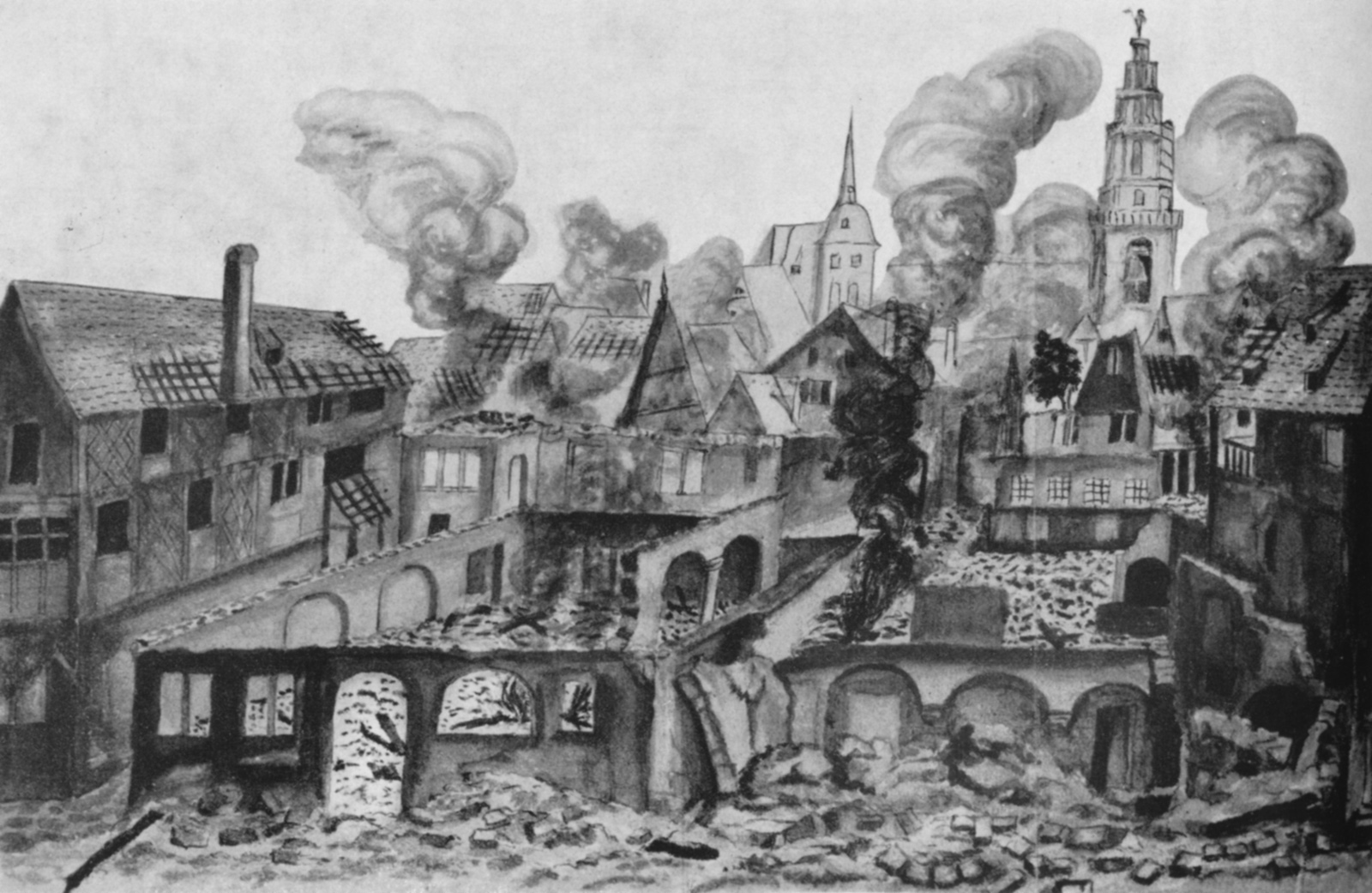
„Brand im Kaisersh. Hoff“, aus der Faber'schen Chronik um 1700

Der Kaisheimer Hof war ein Pfleghof des Klosters Kaisheim in Heilbronn. Das Kloster hatte in Heilbronn ab 1342 Besitz, darunter insbesondere auch Weinberge. Um einen geeigneten Keller für die Lagerung des Weins zu erhalten, erwarb das Kloster anstelle des zuvor besessenen Teils des Hirsauer Hofes im Jahr 1462 einen anderen Hof in der Stadt. An dessen Stelle entstand 1733 ein schmuckvoller Barockbau. Das Gebäude wurde beim Luftangriff auf Heilbronn 1944 zerstört, erhalten blieb lediglich der Gipsabguss des Wappens der Reichsabtei, der sich heute am Gebäude Sülmerstraße 24 befindet.

## Geschichte
Im Jahr 1324 erwarb das Kloster Kaisheim mit einem Teil des an der Stadtmauer am Neckar gelegenen Hirsauer Hofes sowie zugehörigen Gütern ersten Besitz in Heilbronn. Zu den zugehörigen Gütern zählten insbesondere Weinberge. Der alte Hof besaß jedoch keinen Keller und war für die Lagerung von Wein daher nicht sehr nützlich. Aus diesem Grund erwarb das Kloster im Jahre 1462 von Itel Erlewein und seiner Frau Barbara einen anderen Hof an der Schulgasse 3–5 in Heilbronn. Die Gebäude wurden im Jahre 1524 durch Rohrbach im Bauernkrieg und erneut 1688 von der französischen Armee durch Plünderung und Brandschatzung völlig zerstört. Ab 1733 erfolgte der Wiederaufbau im Stil des Barock. 1803 erfolgte die Säkularisation des Klosterhofes, der schließlich beim Luftangriff auf Heilbronn 1944 völlig zerstört wurde.

## Beschreibung
Das Gebäude von 1733 war zweigeschossig mit einem Eckerker und einem Walmdach mit Gauben. Das Schmuckstück des Barockbaus war das Hauptportal, das sich in der Mitte der fünfachsigen Fassade befand. Das Portal wurde von zwei abgesetzten Pilastern flankiert, die mit Früchten und Blumen reich geschmückt waren. Als oberer Abschluss der Pilaster war ein Gebälk bzw. ein Gesims zu sehen, das fein profiliert und vielfach verkröpft war. Das Gebälk bzw. Gesims krönten zwei Vasen, die mit Akanthus geschmückt waren. Oberhalb der beiden Vasen befand sich das Wappen der Reichsabtei Kaisheim der Zisterzienser. Es stellt einen doppelköpfigen Adler mit den Herrschaftsinsignien einer Reichsabtei dar. Der Adler hält ein Schwert, Zepter und Reichsapfel in den Krallen rechts. Weiter trägt er auf dem Adlerkopf eine Krone. In den anderen Krallen links sind ein Insul und ein Stab zu sehen, die Zeichen einer Abtei. Das Wappen wird oben seitlich flankiert von den Initialen R. A. links und Z. K. rechts (Rogerius Abt zu Kaisheim II). Ein Gipsabguss des Wappens befindet sich heute am Gebäude Sülmerstraße 24 nahe dem einstigen Standort des Pfleghofs.

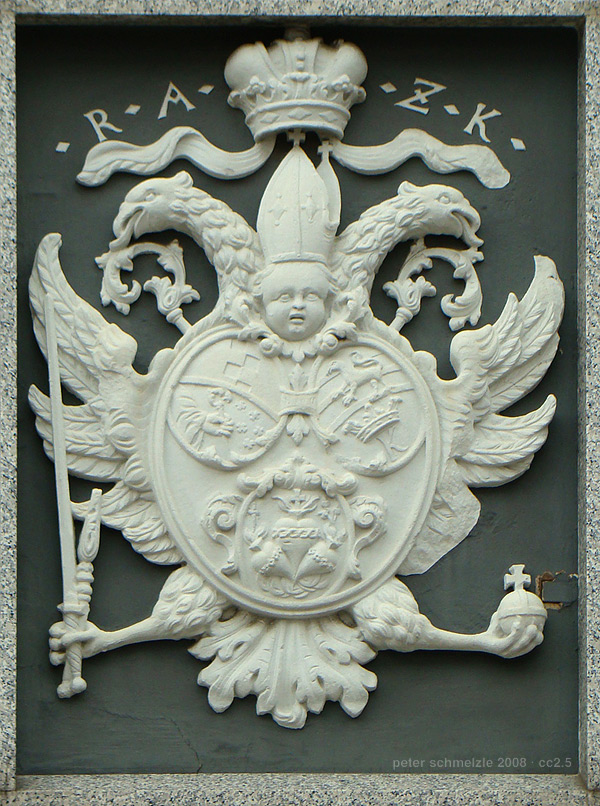
Gipsabguss vom Wappen des Pfleghofs